# إليشا الأول. وينتر
إليشا الأول. وينتر هو سياسي أمريكي، ولد في 15 يوليو 1781 في نيويورك في الولايات المتحدة، وتوفي في 30 يونيو 1849 في ليكسينغتون في الولايات المتحدة. انتخب عضو مجلس النواب الأمريكي ‏.